# Retable Paumgartner
Le retable Paumgartner (v. 1500) est l'un des premiers triptyques d'Albrecht Dürer, commandé par la famille Paumgartner de Nuremberg. Le panneau central représente une Nativité, tandis que les panneaux latéraux représentent saint George (à gauche) et saint Eustache (à droite). Les visages des saints sont les portraits de donateurs des frères Stephan et Lukas Paumgartner. D'autres membres de la famille Paumgartner sont représentés sous forme de petits personnages sur le panneau central.

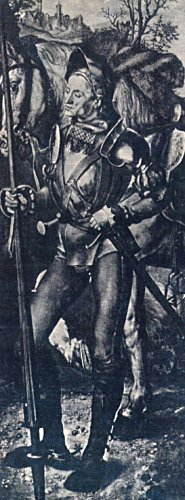
Le panneau droit tel qu'il apparaissait avant la restauration de 1903.

En 1616, le tableau est acheté par Maximilien Ier, électeur de Bavière et emmené à Munich. Là, il est retouché pour répondre aux goûts du XVIIe siècle. Ces modifications comprennent l'ajout de casques, de chevaux et des arrière-plans paysagers. Les petites figures des donateurs sur le panneau central sont recouvertes. Ces embellissements sont enlevés au cours d'une restauration en 1903.  
Le 20 avril 1988, le retable Paumgartner est l'une des trois œuvres de l'Alte Pinakothek attaquées à l'acide sulfurique par le vandale d'art en série Hans-Joachim Bohlmann.  Il subit à lui seul au moins 12 millions de dollars de dommages. Après 21 ans de restauration, il est remis à nouveau exposé en 2010.